# Condado de Weld

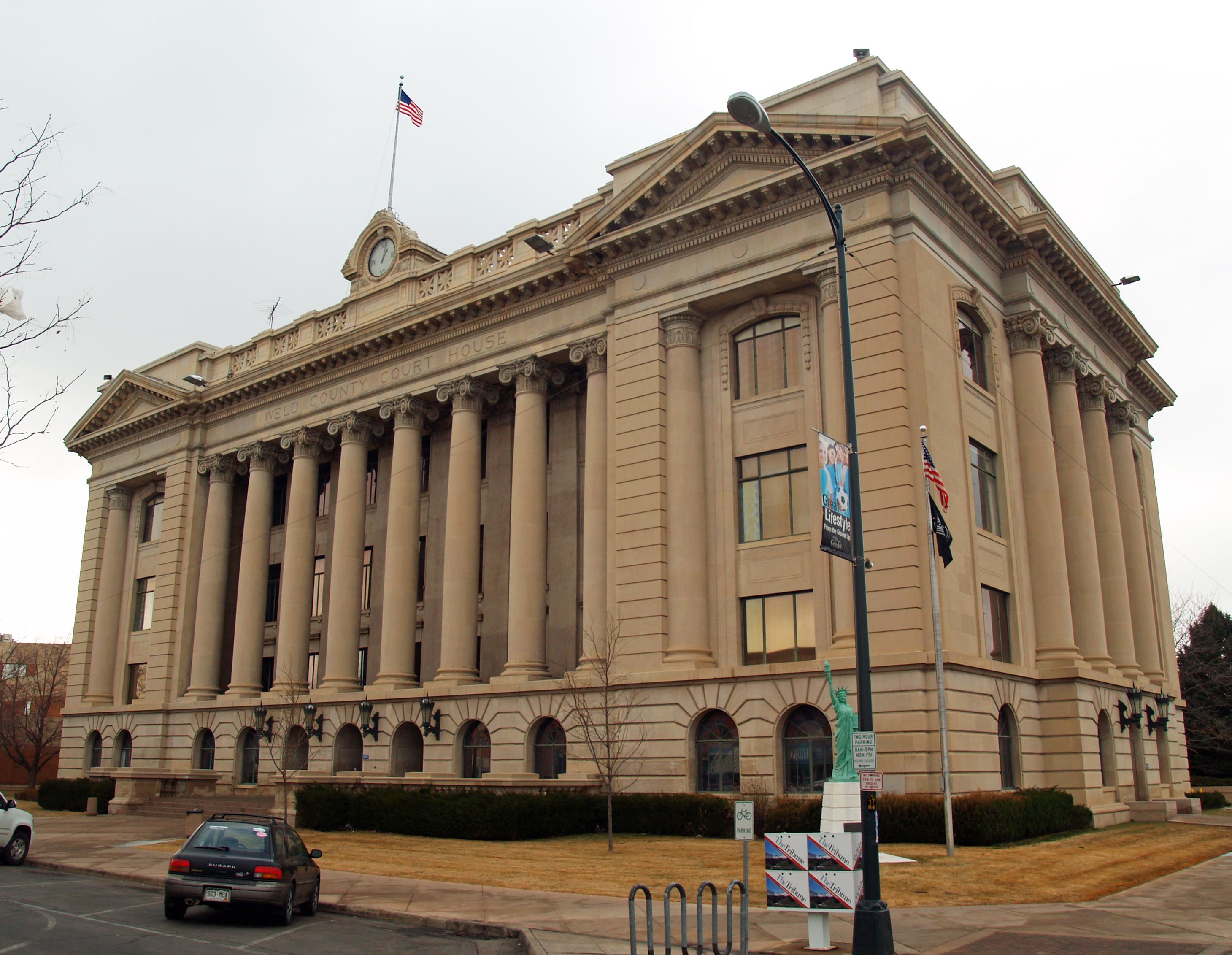
Tribunal do condado de Weld em Greeley, Colorado

O Condado de Weld é um dos 64 condados do Estado norte-americano do Colorado. A sede do condado é Greeley, que é também a sua maior cidade. O condado tem uma área de 10416 km² (dos quais 75 km² estão cobertos por água), uma população de 252825 habitantes, e uma densidade populacional de 24,5 hab/km² (segundo o censo dos Estados Unidos de 2010). O condado foi fundado em 1 de novembro de 1861.